# Taharana mengshuengensis
Taharana mengshuengensis är en insektsart som beskrevs av Zhang 1994. Taharana mengshuengensis ingår i släktet Taharana och familjen dvärgstritar. Inga underarter finns listade i Catalogue of Life.